# Gustav Lange (Komponist, 1861)

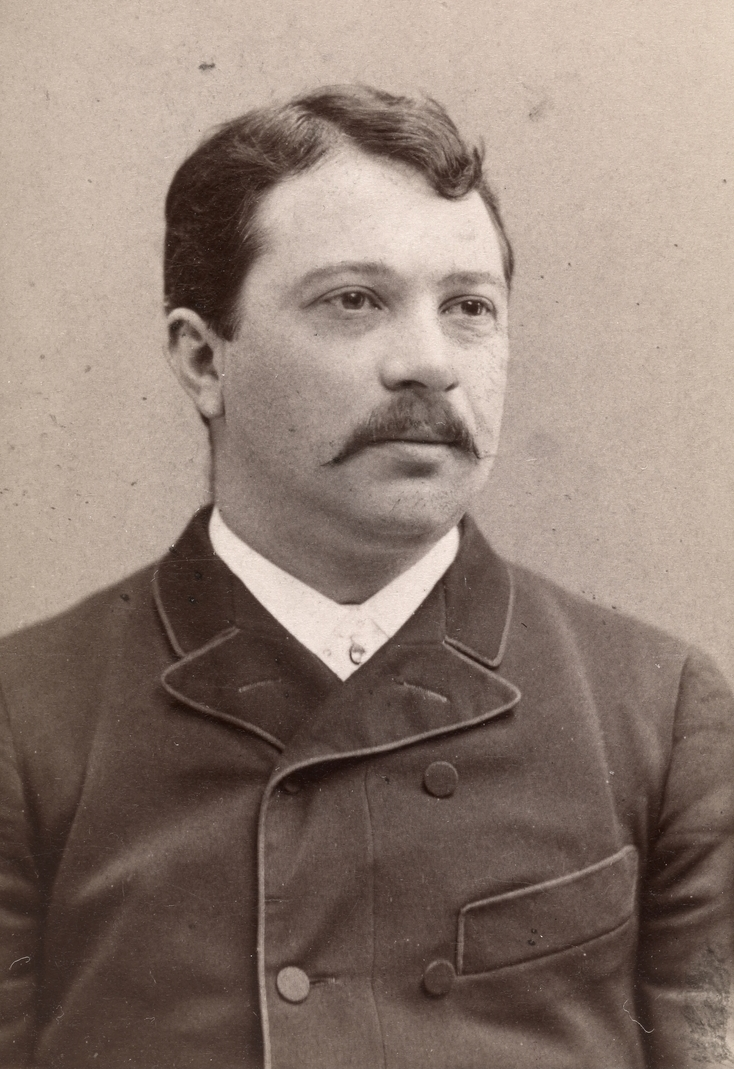
Gustav Lange (1887)

Gustav Fredrik Lange (* 22. Februar 1861 in Fredrikshald; † 11. Februar 1939 in Oslo) war ein norwegischer Geiger, Komponist und Musikpädagoge.

## Leben
Lange hatte als Kind Violinunterricht bei Oscar Borg, der Dirigent eines Musikkorps' in Halden war. Von 1878 bis 1883 studierte er in Stockholm Violine bei C. J. Lindberg und Komposition bei F. V. L. Morcman, auch legte er hier sein Orgelexamen ab. Danach setzte er seine Violinausbildung bei Hubert Léonard in Paris und bei Émile Sauret in Berlin fort.
1890 wurde er erster Geiger im Orchester des Theaters von Christiania, 1899 Konzertmeister des Orchesters des Nationaltheatret. Von 1919 bis 1927 war er zweiter Konzertmeister des Filharmonisk Selskaps Orkester, das er auch dirigierte. Daneben wirkte er als Dirigent des Frimurernes Orkester und des Handelsstandens Orkester. Von 1899 bis 1906 leitete er außerdem ein eigenes Streichquartett, mit dem er in Norwegen und Schweden auftrat.
Ab 1899 unterrichtete Lange am Konservatorium von Kristiania Violine, Musiktheorie und Komposition. Zu seinen Schülern zählten u. a. Bjarne Brustad, Torolf Voss, Johannes Hanssen, Leif Halvorsen, Carsten M. Carlsen, Odd Grüner-Hegge, Øivin Fjeldstad, Arild Sandvold, Henrik Adam Due und Nicolai Dirdal. Er veröffentlichte eine Violinschule (1899), eine Musiklehre (1904) und eine Praktische Harmonielehre (1897). Er wurde mit der Königlichen Verdienstmedaille (1921) und der schwedischen Medaille litteris et artibus ausgezeichnet und in Frankreich zum Officier de l'Instruction Publique ernannt.

## Werke
- Lied og Vuggesang für Violine und Klavier, 1883
- Etuder for Violin I–IV, 1900–11
- Ballade für Violine und Klavier, 1902
- Melodier til Margrethe Munthes "Kom, skal vi synge", 1907
- Liselil og Perle, Schauspielmusik, 1912
- To norske rapsodier für Violine und Klavier
- Drei Stücke in norwegischer Weise für Violine und Klavier
- Norsk dans für Violine und Klavier
- Romance für Violine und Klavier

## Quelle
- Store Norske Leksikon - Gustav Lange